# Павловка (Данковский район)
Павловка — деревня Данковского района Липецкой области России. Входит в состав Перехвальского сельсовета.

## География
Деревня расположена на левом берегу реки Перехвалка.
На территории Павловки находится пруд.

## Население
| 2010 |
| ---- |
| 10   |

## Инфраструктура
Личное подсобное хозяйство.

## Транспорт
через деревню проходит просёлочная дорога.